# Damir Skenderovic
Damir Skenderovic (* 22. Januar 1965 in Dortmund) ist ein Schweizer Historiker. Er ist Professor für Zeitgeschichte an der Universität Freiburg.

## Leben
Damir Skenderovic studierte Geschichte, Anthropologie und Kommunikationswissenschaft an der Universität Freiburg i.Üe. Nach seinem Lizentiat war er Diplomassistent am dortigen Seminar für Zeitgeschichte. Von 1997 bis 1999 war er wissenschaftlicher Mitarbeiter des Forschungsprojekts «Racism and Politics in the Nineties» des Schwerpunktprogramms (SPP) «Zukunft Schweiz». 1999 und 2001/02 war er Stipendiat des Schweizerischen Nationalfonds. Von 1998 bis 2002 war er Visiting Scholar am Center for European Studies an der New York University. 2004 wurde er zum Dr. phil. promoviert und 2010 habilitierte er sich an der Universität Freiburg i.Üe. Von 2006 bis 2010 war er Dozent (Oberassistent bzw. Lektor) für Migrationsgeschichte am Institut für Kommunikationsforschung der Universität Luzern. 2009 wurde er assoziierter und 2011 ordentlicher Professor für Allgemeine und Schweizerische Zeitgeschichte an der Universität Freiburg i.Üe. 2010 war er Gastwissenschaftler am Wissenschaftszentrum Berlin für Sozialforschung. Von 2009 bis 2013 war er Verantwortlicher für den Studienbereich Zeitgeschichte und Mitglied des Rats des Departements für Historische Wissenschaften sowie von 2013 bis 2015 Vizedekan der Philosophischen Fakultät. Er leitete mehrere Forschungsprojekte, war als Gutachter tätig und trat als Experte für Rechtsextremismus auf. Außerdem ist er Mitglied des wissenschaftlichen Beirats des Jahrbuchs für Islamophobieforschung.

## Schriften (Auswahl)
- hrsg. mit Christina Späti: 1968 – Revolution und Gegenrevolution. Neue Linke und neue Rechte in Frankreich, der BRD und der Schweiz (= Itinera. Fasc. 27). Schwabe, Basel 2008, ISBN 978-3-7965-2518-6.
- mit Gianni D’Amato: Mit dem Fremden politisieren. Rechtspopulistische Parteien und Migrationspolitik in der Schweiz seit den 1960er Jahren. Chronos, Zürich 2008, ISBN 978-3-0340-0913-3.
- The Radical Right in Switzerland. Continuity and Change, 1945–2000. Berghahn, New York u. a. 2009, ISBN 978-1-84545-580-4.
- Strategien gegen Rechtsextremismus in der Schweiz. Akteure, Massnahmen und Debatten. FRB, Bern 2010.
- hrsg. mit Brigitta Gerber: Wider die Ausgrenzung – für eine offene Schweiz. Beiträge aus historischer, sozial- und rechtswissenschaftlicher Sicht. Chronos, Zürich 2011, ISBN 978-3-0340-1065-8.
- mit Christina Späti: Die 1968er Jahre in der Schweiz. Aufbruch in Politik und Kultur. Hier + Jetzt, Baden 2012, ISBN 978-3-03919-261-8.
- mit Claude Hauser, Pauline Milani, Martin Pâquet (Hrsg.): Sociétés de migrations en débat. Québec-Canada-Suisse: approches comparées (= Culture française d’Amérique). Presses de l’Université Laval, Québec 2013, ISBN 978-2-7637-1512-4.